# František Tesař (mozaikář)
František Tesař (27. března 1936 Čáslav – 25. května 2022) byl umělecký mozaikář, restaurátor historických skleněných mozaik, výtvarník a malíř. Je nositelem titulu „Mistr uměleckého řemesla v oboru umělecká mozaika“. Od Ministerstva kultury získal tzv. „licenci k restaurování“, tj. povolení k restaurování skleněných a kamenných mozaik. František Tesař se v rámci své dlouholeté praxe podílel na realizaci zhruba 400 mozaikových návrhů českých a slovenských výtvarníků. Byl považován za špičkového odborníka v tomto oboru.

## Životopis
Vyučil se nejprve kloboučníkem, protože z politických důvodů nemohl ihned po ukončení základní školy nastoupit ke studiu. Jako brigádník pak pracoval dokonce nějaký čas na pile. Tady jej doporučili ke studiu. Do druhého ročníku Střední uměleckoprůmyslové školy v Praze na Žižkově (Vyšší škola uměleckoprůmyslová) jej přijali (v roce 1954) na základě talentových zkoušek. V roce 1957 ukončil úspěšně studium v oboru „nástěnná malba v architektuře“ a nastoupil základní vojenskou službu. Po jejím skončení (kolem roku 1959) vytvářel půl roku makety scén pro Národní divadlo. V roce 1960 nastoupil na místo mozaikáře v mozaikářské dílně Ústředí uměleckých řemesel (ÚUŘ) v Praze na Letné, když byl předtím formálně přijat jako keramik do keramické dílny ve Štěchovicích. Po třech letech (kolem roku 1963) se stal vedoucím mozaikářské dílny. Přežil personální čistku, kdy byl počet zaměstnanců redukován v dílně na polovinu a v mozaikářské dílně působil jako její vedoucí až do zrušení provozu v roce 1993.

### Mozaikářská dílna
Mozaikářská dílna (jediná dílna toho druhu v republice) se specializovala na klasickou skleněnou mozaiku a svoje výtvory prezentovala i na světových výstavách (Moskva, Osaka 1970, Montreal 1974, Toronto). Její zánik souvisel s nepovedenou privatizací (řízenou Ministerstvem kultury ČR) v roce 1993. Zánik dílny znamenal i destrukci veškerého jejího vybavení včetně speciální laboratoře na výrobu tzv. mozaikového skla. Toto sklo již dnes (2016) není žádná sklárna schopna vyrobit.

### Na vlastních nohou
František Tesař duchapřítomně odkoupil od nových nabyvatelů torza mozaikářské dílny veškeré zásoby historického skleněného materiálu. Do této akce vložil 300 tisíc korun, pronajal si stodolu a starou hospodu a do těchto skladových prostor navozil několik tisíc bedniček materiálu. V roce 1994 si v Čáslavi založil vlastní mozaikářský ateliér.

#### Volná tvorba
Ve volné tvorbě se František Tesař soustřeďuje na figurální malbu a kresbu různými technikami (uhel, křída, pastel, olejomalba). Také patří ke spoluzakladatelům výtvarného sdružení „R club“ – skupině výtvarníků, kteří se (od roku 1959) zabývají studiem figurální pohybové kresby (převážně aktu). František Tesař se v Praze – Nuslích ve svém ateliéru věnuje zejména tvorbě ženských aktů.

#### Mozaiky
V oblasti mozaikové tvorby hledá František Tesař její současné uplatnění. Usiluje o to, aby se mozaika stala „klasickou“ malířskou techniku, tedy i jako galerijní závěsné obrazy v různém pojetí a v různých instalacích (adjustacích) těchto vystavovaných děl (např. do rámů, na sokly apod.). František Tesař má v Čáslavi vlastní ateliér, kde se věnuje tvorbě a restaurování skleněných a kamenných mozaiek. Součástí jeho zdejšího ateliéru je i soukromá „galerie české mozaiky“ (není běžně přístupná veřejnosti). Zde ukazuje historii mozaiky na území Československé a České republiky.

### Spolupráce s umělci
František Tesař v rámci svého působení v Ústředí uměleckých řemesel v Praze spolupracoval na mnohých dílech s předními českými výtvarníky:
- Martinem Sladkým,
- Vladimírem Kopeckým (mozaika v hale nádraží v Havířově[8]),
- Miroslavem Hourou (např. největší skleněná mozaika v Čechách Pocta dělnosti severních Čech v Ústí nad Labem),[9][10]
- Radkem Kolářem,
- Josefem Kaplickým,
- Jaroslavem Moravcem,
- Jiřinou Adamcovou,
- Janem Grimem,
- Jaroslavem Bejčkem,
- Josefem Lieslerem,
- Mikulášem Medkem,
- Jaroslavem Rónou,
- Bohdanem Kopeckým,
- Jaroslavem Šerých (např. mozaikový obraz Rodina svaté Zdislavy o velikosti 16,5 m², který je centrální výzdobou kaple Svaté Zdislavy v kostele Svatého Jiljí v Praze)

a taktéž s předními slovenskými výtvarníky:
- Ľudovitem Fullou,
- Ladislavem Gandlem,
- Ladislavem Gudernou,
- Stanem Filkou,
- Milanem Laluhou

a řadou dalších umělců.

### Samostatné práce a spolupráce
Samostatně pak František Tesař spolupracoval s
- Jaroslavem Šerých (pět obrazů věnovaných památce svaté Zdislavy a luneta Smíření na stěně malé kaple v kostele Nanebevzetí Panny Marie ve Žďáru nad Sázavou),
- Karlem Benedíkem (Madona na portálu kostela ve Strážnici),
- Václavem Sokolem (broušená kamenná mozaiková podlaha pro Královskou mincovnu ve Vlašském dvoře v Kutné Hoře),
- Františkem Bělohlávkem (elektrárna Dlouhé stráně – Ekologická příroda),
- Jaroslavem Hanzelkou (čtyři andělé na portálu kostela v areálu psychiatrické léčebny v Kroměříži),
- Miroslavem Hourou (dva závěsné mozaikové obrazy Ikar pro rekreační střediska a prefabrikovaná mozaika Rodina – Vesmír na ZŠ v ulici Mírová v Ústí nad Labem),
- Pavlem Kotasem (interiérová mozaika nad bazénem Plaveckého areálu v Přerově a exteriérová průmyslová mozaika na sportovní hale TJ Spartak v Přerově),
- Stanem Filkou (exteriérová velkoplošná průmyslová mozaika pro elektrárnu Ružín, Slovensko),
- Eduardem Halberštátem (mozaika pro základní školu v Ostravě),
- Vlastislavem Lachoutem (dvě stěny sauny soukromé rezidence v Rakousku),
- Josefem Němcem (obraz Antická doba umístěný nad bazénem soukromé rezidence ve Švýcarsku),
- Daliborem Říhánkem (mozaika Zahrada pro soukromý dům v Praze)

a dalšími umělci.

### Mozaiky dle vlastních návrhů
Řadu mozaikových děl také František Tesař provedl podle vlastních výtvarných návrhů: Za mnohé dlužno jmenovat kupříkladu:
- městský[p 1] a státní znak na fasádě nové radnice v Čáslavi,
- výzdoba fasády (znaky organizací) na Domě pečovatelské služby (Život) a městských lázních v Čáslavi (Čistota města),
- mozaika na kolumbáriu v Čáslavi (Alfa a omega),[11]
- ve vstupní hale školícího střediska Silnice Čáslav (Silnice),
- výzdoba čelní stěny vstupní haly Základní školy J. V. Sticha-Punta Žehušice (portrét J. V. Stich-Punto),
- dvě mozaiky na fasádě kostela v Šumicích u Uherského Brodu (Sv. Anežka a Sv. František),
- mozaika Panny Marie pro kapli Panny Marie v Borovanech,
- domovní znamení na fasádě soukromého domu v Čáslavi (Bludiště života),
- domovní znamení Slunce, voda, vzduch, které je umístěno na čelní fasádě rodinného domu v Praze 9 v ulici nad Krocínkou,
- dekorativní výzdoba stěny (kombinace říčních oblázků a štípané břidlice) u soukromého rodinného domku v Čáslavi v Lískové ulici aj.

### Reastaurátorské práce
Výjimečné práce realizoval František Tesař rovněž v oblasti restaurování skleněných a kamenných mozaik. Restauroval mozaiky:
- Viktora Foerstera[12] na průčelí kostela Panny Marie Sněžné v Praze,
- výzdobu průčelí kláštera Emauzy v Praze (svatý Josef),
- Svatohostýnskou Madonu na Hostýně,
- hlavu Krista na stéle Františka Bílka v Pelhřimově.
- Provedl obnovu Foersterovy mozaiky Modrý Merkur na fasádě obchodní školy v Českých Budějovicích.

Dále restauroval mozaiky na průčelí kostela Panny Marie Růžencové v Českých Budějovicích,
- mozaikovou výzdobu na fasádě budovy České pojišťovny v Praze ve Spálené ulici a
- fontánu ve vstupní hale tohoto objektu,
- mozaiku Karla Špillara na Obecním domě v Praze,
- mozaikové lunety Mikoláše Alše na fasádě Zemské Banky v Praze Na Příkopě,
- mozaiky pro Napoleonův památník ve Slavkově,
- mozaikovou výzdobu fasády domu Viola v Praze,
- mozaikovou lunetu pro portál kostela kláštera v Teplé,
- mozaiku na fasádě hotelu Praha v Praze na Václavském náměstí,
- obraz od Antonína Procházky v soukromé vile v Brně.
- Restauroval a nově instaloval v Severočeském muzeu v Liberci mozaiku od Josefa Kaplického Hold sklu, která byla zhotovena pro Československou expozici skla na světové výstavě Expo 58 v Bruselu.[13]
- Restauroval mozaikovou výzdobu podle návrhu Jiřího Škopka – znaky měst u pramene Labe a doplnil další čtyři znaky.
- Obnovil také mozaikové panely pro pergolu od architekta Zdeňka Rosmana v archeologickém areálu Libice nad Cidlinou.

V rámci rekonstrukce Národního památníku v Praze na Vítkově restauroval celou výzdobu v objektu, tj.
- skleněnou mozaiku Píseň míru Jakuba Obrovského nad vstupem do hlavního sálu,
- mozaikovou výzdobu Síně padlých legionářů od Maxe Švabinského,
- mozaiky v Síni Rudé armády od Vladimíra Sychry,
- a výzdobu Síně tradic (kamenná mozaika Radka Koláře Husitství, Selská Bouře Anny Podzemné, Revoluční rok 1848 Josefa Mertlíka, Dělnické hnutí 1938 a 1. světová válka Vladimíra Stříbrného, Osvobození 1945 Martina Sladkého, Odboj 2. světové války a Únor Oldřicha Oplta).

Za specifický restaurátorský zásah lze považovat úpravu mozaiky Miroslava Houry Pocta dělnosti severních Čech v Ústí nad Labem. Autor mozaiky byl v 80. letech dvacátého století nucen svoji koncepci doplnit o politický nápis. V roce 1997 Okresní úřad v Ústí nad Labem požádal Miroslava Houru, aby tuto část kompozice nahradil jiným prvkem. Plochu o velikosti 4 m² nakonec vyplnil motiv domku, který realizoval tvůrce původní mozaiky František Tesař.

### Výstavy maleb a kreseb
- V roce 2006 představil veřejnosti výběr ze své figurální tvorby na výstavě „Žena věčná inspirace“.
- V roce 2011 představil výběr ze své tvorby pod názvem „Z mého depozitáře, aneb ohlédnutí v čase“.
- U příležitosti svých 80. narozenin v březnu 2016 uspořádal v Čáslavi jubilejní výstavu „Portréty – objekty“.[1]

„Já jsem většinu života pracoval mimo Čáslav. Ale do svého rodného města jsem se vrátil a rozhodl jsem se, že ho spolu s dalšími spolupracovníky budu takříkajíc zkrášlovat. Zkrátka bych chtěl, aby tady po mě něco zbylo, abych zanechal něco jako čáslavskou stopu.“
František Tesař na vernisáži k 80. výročí narození v Čáslavi

### Práce v rodném městě
Pro své rodné město Čáslav se František Tesař účastní i dalších výtvarných aktivit:
- Výtvarný návrh artefaktů[7] – takzvaných příjezdových „vítacích objektů“[7][14] ve formě umělecky ztvárněných siluet čáslavských věží (2014), které se nachází při vjezdu do Čáslavi.[7][14]
- Vytvořil Památník obětem válek a totalit[7] (pomník věnovaný letům 1914–1918, 1939–1945, 1948–1989),[p 2] který je instalován v Mahenově ulici[7] v centru města Čáslavi (parčík u gymnázia).
- K 750. výročí založení města zhotovil obelisk, který je umístěn před čáslavskou radnicí.[15]
- S místním rodákem architektem Zdeňkem Jiroutem navrhl doplnění Památníku 21. pěšího pluku maršála Foche – památníku válečných veteránů – u bývalých kasáren v Čáslavi (2008).[16][17]
- Ve spolupráci se Zdeňkem Jiroutem vytvořil novou meteorologickou stanici.[18] Ta je umístěna na náměstí Jana Žižky z Trocnova v Čáslavi (2011).[18] Společně pak pracovali i na nové úpravě památníku Matouše Ulického na místě bývalého popraviště.[19][20]
- Dle Tesařova návrhu byla realizována i železná kovaná brána u starého mlýna pod hrází Městského rybníka v Čáslavi.

### Práce na mozaikách v Praze
František Tesař je nositelem titulu mistr uměleckého řemesla v oboru umělecká mozaiky. Sám nebo se svým týmem se podílel na tvorbě či restaurování asi 400 mozaik. Jen v rámci hlavního města Prahy pracoval například na těchto dílech:
- rekonstrukce figurální kamenné mozaiky „Doba Karla IV.“ (od autora Radka Koláře) ve vestibulu stanice metra v Praze na Karlově náměstí,
- mozaiky ve stanicích pražského metra Skalka; Dejvická (dvě mozaiky od autora Martina Sladkého); Želivského (mozaika věnovaná husitství od autorky Jiřiny Adamcové),
- obraz Rodina svaté Zdislavy v kostele svatého Jiljí v Praze,
- mozaika „Únor“ ve stanici pražského metra Staroměstská,
- mozaika ve vestibulu Masarykova nádraží v Praze,
- ošetření mozaiky v hrobce českých králů v chrámu sv. Víta na Hradčanech.

### Publikační činnost
František Tesař je autorem nebo spoluautorem následujících publikací:
- František Tesař – Antonín Klouda, Mozaikářství: učební text pro 1. až 3. ročník učebního oboru mozaikář (učební text pro střední odborná učiliště), Praha 1988.
- František Tesař, Historie českého mozaikářství 1370–1993 (výtisk publikace zpracovaný za účelem prezentace jeho mozaikářské výstavy v Čáslavi k jeho životnímu jubileu 60 let), Čáslav 1996.
- František Tesař, Viktor Foester – První český umělecký mozaikář, in: Miroslav Kudrna, Umění cestou k nejvyššímu poslání aneb výtvarné dílo Viktora Foerstera (1867–1915), Jihlava 2012.